# المكتبة العامة بروستوف-نا-دونو
المكتبة العامة بروستوف-نا-دون (بالروسية: Донская государственная публичная библиотека) (قبل عام 1992 - مكتبة كارل ماركس الوطنية للعلوم) هي المكتبة العامة الرئيسية لمدينة روستوف-نا-دونو. تأسست في عام 1886 وهي أقدم مكتبة في جنوب روسيا. وهي أيضا مركز ثقافي مهم للمدينة لكثرة المهرجانات والمعارض التي تُقام بها.

## تاريخ
أصبحت أول مكتبة رئيسية في المدينة، افتتحت في 7 يناير 1886. وتألف صندوق المكتبة الجديدة من 3000 كتاب، تم شراؤها من قبل إدارة المدينة من مكتبة خاصة بمبلغ 5,000 روبل. حتى عام 1894، لم يكن لدى مكتبة روستوف-نا-دون مبنى خاص بها، مثل المكتبات الأخرى بالمدينة، وكان مقرها في العديد من المنازل الخاصة في شارع بولشايا سادوفايا. من 1921 إلى 1994 أصبحت المكتبة تقع في منزل فيليكانوفا في شارع سيرافيموفيتش.
في عام 1974، بدأ بناء مبنى مكتبة جديد على شارع بوشكينسكايا. تم تصميمه من قبل المهندس المعماري جان زانيس (Jan Zanis) والمهندس بوريس سيدلكوفسكي (Boris Sidelkovsky)، ولكن تأخر البناء لمدة 20 عاما وانتهى سنة 1994.
في 25 مايو 1994، تم نقل المكتبة إلى مكان جديد. وبعد ثلاثة أشهر، دعت المكتبة الكاتب الروسي ألكسندر سولجنيتسين للقاء قرائه بالمكتبة.
في مايو 2010، استضافت المكتبة مؤتمرا لويكيبيديا الروسية.